# Rudolf Retty
Rudolf Retty (* 20. Februar 1845 in Lübeck; † 11. März 1913 in Leipzig) war ein deutscher Schauspieler und Regisseur.
Retty wurde Heldendarsteller und nahm Engagements in zahlreichen Städten an. Er war von 1894 bis 1903 am Deutschen Volkstheater in Wien tätig und wechselte dann nach Leipzig. Dort war er als Spielleiter und Schauspieler tätig.
Retty war der Sohn des sich zeitweise auch als Schauspieler betätigenden Adolf Retty, und er war der Vater der Schauspielerin Rosa Albach-Retty, deren Sohn Wolf Albach-Retty war. Rudolf Retty war somit der Urgroßvater von Romy Schneider.